# Моттароне
Моттароне (итал. Mottarone) — гранитная гора, расположенная в Пьемонте, в группе Мергоццоло, в Пеннинских Альпах, разделенных между Вербано-Кузио-Оссола и провинцией Новара.
До 1880-х годов то, что сейчас известно как Моттароне — и которое представляет собой высшую точку группы Мергоццоло — обозначалось в путеводителях и на различных географических картах без разбора названиями: «Монтероне», «Моттероне», «Mutterone» и входил в сеть под названием «Margozzolo» или «Mergozzolo».
В 1884 году, написав «Il Margozzolo e il Mottarone», именно пьемонтский адвокат Орацио Спанна — с одобрения графа Гвидо Борромео — официально развел сомнения относительно названия высшей точки в группе Мергоццоло. Действительно, после тщательного этимологического анализа, согласно Орацио Спанна, слово Моттароне должно было пониматься как лингвистический синкопе «Монте Ротондо». Жители деревень, расположенных на западных склонах Моттароне, на самом деле называли вершину «Меут ронд» или «Мота ронд». «Меут» и «Мота» на тогдашнем диалекте Верганте означало «гора»; в то время как «Ронд», слово, использовавшееся древними германцами, означает «круглый», учитывая округлую форму вершины, полностью покрытой травой. Однако «Монте-Ротондо», находившееся именно на тех территориях между озером Маджоре и озером Орта, уже упоминалось в некоторых документах 1770 года.
После того, как сомнения в правильности названия Моттароне были разрешены, его название частично совпало с названием Мергоццоло, и поэтому даже сегодня название массива «Мергоццоло» не очень широко распространено, поскольку его чаще называют «Моттароне» или «Массив Моттароне». Однако следует отметить, что на теоретическом уровне Моттароне и Мергоццоло нельзя рассматривать как одно и то же: «точно так же, как дымоход и дом — не одно и то же», как указывал Орацио Спанна в 1884 году.

## Катастрофа на подъемнике
23 мая 2021 года на линии подъёмника на гору произошла катастрофа. Погибли 14 человек.